# Geostiba circellaris
Geostiba circellaris är en skalbaggsart som först beskrevs av Johann Ludwig Christian Gravenhorst 1806.  Geostiba circellaris ingår i släktet Geostiba och familjen kortvingar. Arten är reproducerande i Sverige. Inga underarter finns listade i Catalogue of Life.